# 童軍活動的爭議與衝突
童軍運動有時候會因為社會的爭論，而變得糾纏不清，像是美國南部的公民權鬥爭，和印度民族主義者的抵抗運動。在非洲，童軍運動是由當時的殖民主義強權英國引進，但是因為大多數非洲童軍成員團結一致，童軍運動反而對於大英帝國在非洲殖民地的合法性，變成了破壞性的挑戰。除此之外，童軍運動也有其他的爭論和挑戰，像是加拿大童軍在時代潮流的影響之下，成為了一個民主性質的組織。本條目將會討論歷史上和當代的童軍運動爭論和困境，並且提供不同國家間的例子。

## 脫離童軍組織
多年以來，部分童軍組織從主流的童軍運動當中脫離而出，而所謂的主流童軍運動現在則是在世界童軍運動組織和世界女童軍總會當中運作。會造成這樣的結果，主要是起因於部分團體和個別群體認為，這些大型的國際組織背離童軍運動原始的構想，並且想要回復當初的原始構想；相反地，部分團體則是拒絕跟隨著童軍運動的原始構想，但是渴望去參加類似童軍的活動。傳統童軍運動則是拒絕了童軍「現代化」的國際趨勢，而是支持並且努力回到羅伯特·貝登堡當初的童軍形式。

## 宗教衝突
童軍和女童軍運動的宗教概念，是童軍運動方法的一個特點；多年以來，這個特點發展出不同的應用方式，也發展出不同的詮釋方式。
相較於數十年前成立的基督教團體基督少年軍而言，貝登堡創立的青少年組織，童軍運動，則是獨立於任何的宗教和信仰之外，只堅持了精神性質和對於神（或最高精神力量）的信任，並且也認為是青少年族群在個人發展上的關鍵。
童軍運動組織在創始者的設定之下，可以自由地去詮釋這個方法。在當代社會當中，這個概念變得較為世俗，並且在很多社會群體間，也變成了宗教性質上的多元化，這導因於對於此概念的誤解和部分國家和童軍成員組織間的爭議。部分國家的童軍組織，像是法國和丹麥，因為基本宗教信仰的差異，而造成童軍組織分離的狀況。

### 荷蘭
1933年，一些童軍團體從童軍組織，荷蘭童軍，脫離而出，加入了荷蘭童軍總會，因為這些團體對於童軍諾言有不同的擔憂。問題在於，某些童軍成員不承認神，但仍然必須承諾「為神盡責任」，而這些團體擔憂他們會變成偽君子。而當地的羅馬天主教主教團，決定所有天主教的青少年不再歸屬於單一的，非天主教的組織之下。荷蘭童軍和荷蘭童軍總會曾在1940年一度達成共識要重新聯合在一起。最終在1973年，所有童軍和女童軍組織全部聯合成一個童軍組織，荷蘭童軍運動。
而荷蘭的童軍諾言成為了世界上可以隨意選擇童軍諾言版本的組織之一，並且也是世界童軍運動組織之下可以對諾言有容許異議存在的組織。

## 政府禁止童軍運動
部分特定的國家政府，禁止童軍運動的存在。童軍運動在幾乎所有的社会主義國家、大多數的法西斯主義國家和一些集權主義控制的國家，如塔利班政權統治下的阿富汗、馬拉威和伊朗，遭到禁止。這些禁令導致這些國家的童軍運動，轉而成為地下運動，像是波蘭、佛朗哥時期的西班牙和南斯拉夫。蘇聯在1922年禁止了童軍運動，成立了一個獨立的，基於先鋒運動的蘇聯少年先鋒組織，而這種組織類型至今依舊存在且流行於中國大陆、古巴、朝鲜、越南和塔吉克。
第二次世界大戰之前，德國、義大利、日本、匈牙利和羅馬尼亞解除對童軍運動的禁令。取而代之的是，德國成立了希特勒少年團；墨索里尼則是成立了法西斯主義的青少年組織巴利拉，而在卡羅二世統治下的羅馬尼亞則是成立了守衛。
目前，沒有對外承認有童軍組織的有古巴、朝鲜、寮國、緬甸和中國大陆。

### 古巴
1914年，古巴成立了第一個童軍團體。在隨後數年，更多的本地童軍團體陸續成立，但是沒有一個統一的童軍組織管理，直到1927年，古巴童軍總會才創立。同年，該組織成為世界童軍運動組織的一員。在創立初期，古巴童軍運動主要以美國童軍為範本。
直到1960年代，童軍運動持續存在於古巴，1959年，古巴革命爆發，才終止運作。古巴童軍在這段時間提供了幫助，例如交通、糧食配給、醫院工作和成立第一個急救站。1961年，世界童軍委員會決定中止古巴童軍總會在世界童軍運動組織的會員資格，因為該組織聲稱已經終止運作。共產主義領導人則是取而代之，成立了何塞·馬帝先鋒組織。
古巴目前成為了6個世界上沒有童軍運動的獨立國家。古巴也是先前世界女童軍總會的成員，以古巴女童軍總會的名義運作到1969年。

### 德國
德國童軍運動開始於1909年。德國童軍運動後來變成了德國漂鳥運動計畫之一，德國青少年運動的一員。德國童軍運動直到1934－1935年持續活躍發展，之後全部的組織全部終止運作，並全部加入了希特勒青年团。在西德和西柏林，童軍運動於1945年恢復，但是直到1990年，東德仍然禁止童軍運動，並且成立了恩斯特·台尔曼先锋组织和自由德国青年团。目前，童軍組織在兩德統一後的德意志聯邦共和國繼續存在，並且總共約有150個不同的總會和聯盟，26萬的童軍和女童軍。

### 俄羅斯
1908年，貝登堡的著作《童軍警探》，經由沙皇尼古拉斯二世引進了俄羅斯。1901年，第1個俄羅斯童軍團創立，當時稱之為「俄羅斯童軍」，並在之後快速發展到整個俄羅斯，並進入了西伯利亞。
1917年十月革命之後，以及1917－1921年的俄國內戰期間，很多的童軍服務員和童軍被捲進了白軍和干涉主義者當中對抗紅軍。一些俄羅斯的童軍選擇了布爾什維克黨，並且領導成立了思想改正後的類似童軍組織，像是少年共產主義者等等。
1918－1920年期間，第2屆、第3屆和第4屆少年共產主義者全俄羅斯議會，決議消滅童軍運動，並且成立共產主義型態的組織，將所有的青少年統合進來。1922年，第2屆全俄羅斯共產主義青年委員會決定在全國成立先鋒運動組織，這些組織後來統合成為了苏联少先队。
蘇聯，包含俄羅斯，成立於1922年，並於1991年解體。1990年，俄羅斯人民下議院與當時擔任主席的鮑利斯·葉爾辛聲明俄羅斯的主權超越了它的領土。
而少年先鋒組織則於1990年解體，同年，童軍運動在政府放鬆青少年組織成立的限制後，開始重新發展，以填補先鋒組織解體後的空洞，並且和多個組織爭取認可機會。一些前先鋒組織領導者成立了童軍團，而出現了他們成立動機上的爭議（詳見世界童軍運動組織歐亞區#爭議部分）。
現在俄羅斯童軍總會為世界童軍運動組織的一員，為男女混合型態，2004年共有13,920個成員。

## 童軍組織被國際組織排除
很多的國家童軍總會創立了國際性童軍組織，設立了標準來協調各總會會員間的活動。目前總共有6個國際性組織，服務世界上數百個國家總會。最大的國際童軍組織，為1920年創立的世界童軍運動組織。童軍總會會因為各種的原因，而被排除或驅除在國際組織之外。

### 伊拉克
伊拉克是第1批發展童軍運動的阿拉伯國家之一，於1921年，國家聯盟協助脫離舊奧圖曼帝國並建立國家的2年後，開始運作。伊拉克從1922年到1940年，以及1956－1999年，為世界童軍運動組織的一員。
1968年，伊拉克被復興黨控制，尤其1979年，海珊掌控大權之後，青少年團體被用來為國家服務。其中一個替代性的計畫，薩達姆俱樂部，專為10到15歲的男孩舉辦「夏令營」，忍受長達14個小時進行頭對頭的戰鬥練習。1990年，也就是伊拉克童軍和女童軍委員會被世界童軍運動組織承認的時期，總共有12,000位童軍，但是到了1999年，伊拉克就被除名了。
一個伊拉克的童軍倡議委員會，於2004年創立於美國，並且在伊拉克正式成立了一個合法的、被承認地且完全有功能性的童軍计划。從那時開始，童軍運動終於回到了伊拉克，而現在也僅僅是由該組織進行運作。
這個童軍計畫開放給所有種族和文化的男女青少年加入，並且允許各地的差異性，給予地區性的計畫設計自由。伊拉克童軍包含了社區服務計畫，像是幫助警方和交通指揮、協助急救、種植棉花、植樹和在自然災害發生時協助救災。國家性質的伊拉克童軍總部將計畫於巴格達成立，並計畫成立5個國家童軍營地。

## 單一群體被排除童軍資格
有部分的人，像是犯下重罪的罪犯，會被排除在童軍資格之外且不會有爭議，但是有一些依照法律或規則，而不被認可的情況，則會引發爭議。

### 無神論者和不可知論者
「為神盡義務」是全球童軍運動方法的一個原則，雖然這個原則在各種不同的國家有不同的應用方式。美國童軍將這個原則給予嚴謹的規範，排除了無神論者和不可知論者，而美國女童軍則是給予較寬鬆的規範。英國童軍總會則是需要童軍服務員承認最高精神力量的存在，但是並不需要將無神論者排除在童軍運動的角色之外，只要地方的行政長官對於該志願者對於支持該童軍運動的價值，並且在經由該運動中的青少年，對於該志願者進行信念調查結果後，感到滿意即可。加拿大童軍則將「對神盡義務」定義為「堅持精神性的原則」，並且不要求其成員為一個有組織的宗教信仰者，但要求他們必須有自己的「個人的精神信念」。在其他的國家，尤其是歐洲，一些童軍組織可能會是現世主義組織或是宗教中立的組織（像是法國童軍和女童軍以及國家青年團和義大利童軍和女童軍）。

### 男女混合
童軍運動傳統上會將男女分開，但是現在則有不同的處理的方式。大多數的世界童軍運動組織成員，趨向於將兩性混合在一起。很多的世界女童軍協會會員則是維持著單一女性的屬性。詳見童軍#男女童軍的合併。

### 同性戀族群
在同性戀合法化的國家，通常至少有1個童軍總會不會限制他們成為會員或服務員。其中一個例外則是美國，美國童軍做為美國在世界童軍運動組織的唯一會員，相信童軍運動應該要表現傳統家庭價值觀，故曾規定「公開聲明為同性戀者」不得成為其所屬之服務員或童軍，但此規定於2014年起有所放寬，目前僅對服務員做出限制。相對之下，美國女童軍則是維持中立的「不說、不談論」策略。同性戀者在加拿大童軍、澳大利亞童軍和大多數歐洲童軍總會如英國童軍總會、德國童軍聯盟和瑞典童軍和女童軍總會，不會限制他們的加入。

### 美國
美國童軍，美國最大的青少年團體，其政策為禁止無神論者、不可知論者和已經聲明的同性戀者加入童軍體系中，而已經成為該體系成員者，則撤銷其資格。美國童軍堅決主張這樣的政策，在灌輸青少年對於童軍諾言和規律價值觀的信念時，有其必要性。美國童軍同時也禁止女性參與從幼童軍到童軍階段的活動。這些政策引發了爭論，並且認為部分的政策違反了平等原則。
美國童軍對於這些政策的合法權利，已經在州法院和聯邦法院得到了確認。而美國最高法院則是將美國童軍定義為私人組織，有權利設定他們自己的標準。最近幾年，這些政策的批判者開始進行訴訟，理由是美國童軍可以取得國家資源，包含了公有土地，已經不是一個完全的私人組織。1914年，美國童軍給予地方委員會，擁有禁止非裔美國人參與童軍運動的權利。直到1974年，一些南部的美國童軍委員會仍然出現種族歧視的問題。
不過，近年來美國童軍對於同性戀者的參與問題開始出現改變。2013年5月23日，美國童軍宣布青少年的同性戀者可以加入童軍，但是服務員仍然禁止同性戀者擔任。

## 世界童軍運動組織
世界童軍運動組織擁有155個國家童軍組織，並擁有大約2,800萬的童軍成員。單一國家內只有1個國家童軍組織才能加入世界童軍運動組織。在一些國家當中，國家童軍組織是以聯盟型態成立，結合了不只一個童軍總會。這種聯盟型態的組織，有時是因為基本宗教的理念不同（像是丹麥和法國）、種族不同（波西尼亞和以色列）或者母語不同（比利時）而造成的。
世界童軍運動組織要求其國家童軍組織必須在童軍諾言中出現「對神盡義務」的觀念。這個要求導致了無神論者和不可知論者成為童軍會員的困難度。

### 歐亞區童軍
在歐亞地區的童軍組織當中，有數個成員組織的高級管理層級人員為原來蘇聯少年先鋒組織的領導者，而造成了一些爭議。這些成員為強制性加入的先鋒組織，其主要目標是引導青少年信仰共產主義。基於這個複雜的理由，當時這些先鋒組織採用了很多童軍的型式來運用。由於對這些共產青少年組織有著負面的經歷，歐亞區童軍運動的重建進度很緩慢。支持者將先鋒運動者的經驗資產，看成是一個正面的曙光。反對著則是認為，這些先鋒運動人員是將歐亞區童軍運動當成是一個工具，以保持在前蘇聯時代青少年組織的影響力，並且使用這個新連結，向外界取得他們自己的利益。甚至歐亞區總部設立於雅爾達的前先鋒運動營地亞帖克（Artek）時，也被認為是先鋒運動的優勢勢力所影響的。反對者也質疑獨裁主義國家白俄羅斯，做為一個世界童軍運動組織會員，居然反抗其制定的規則，而鄰近的民主國家烏克蘭，卻不是會員。而在這些年來所引發的爭端，歐亞區就因為這些議題，導致該區發展呈現停滯狀態，因此該區官方網站從2004年到2006年2月，都沒有進行更新。

## 其他童軍組織衝突
童軍組織在其內部和外部，還會有其他的爭議和衝突。

### 加拿大
加拿大是世界童軍運動組織當中，唯一有2個童軍組織同時被認可的國家，而加拿大的童軍組織因母語不同，而分別成立了加拿大童軍和加拿大童軍總會。
部分加拿大童軍成員想要推翻掉加拿大童軍的組織和政策，包含了在地方層級投票權的喪失。由於這個原因，SCOUT eh!於2004年成立，由「全加拿大所有決定將加拿大童軍轉型成民主總會的加拿大童軍成員」組成。
1998年，加拿大貝登堡童軍於加拿大成立，反制世界童軍運動組織和加拿大童軍的童軍現代化。加拿大童軍對於該團體提出異議，並且成功地舉證「童軍」在加拿大的青少年組織當中，是加拿大童軍的商標。1999年，加拿大童軍試圖要將該組織的「貝登堡」名號去掉，但是失敗了，該組織仍能使用這個名字。
加拿大童軍拒絕承認加拿大貝登堡童軍的童軍成員和童軍總會資格，因為「每一個國家只有一個貝登堡式童軍運動的總會」，儘管事實上加拿大已經有2個世界童軍運動組織承認的童軍總會，並且貝登堡想要把童軍的小隊制度推廣到一系列的組織當中。
因此，加拿大貝登堡童軍再也不能使用「童軍」這個名稱，並且重組為加拿大貝登堡服務總會聯盟。而加拿大童軍繼續監控加拿大貝登堡服務總會聯盟，並且將不允許他們分享加拿大童軍的資源、器材和人力。

## 早期童軍運動的軍國主義
早在童軍運動風行之前，就對於童軍運動的軍國主義目標有所批判。這種批判的最高峰是在1909年到1912年，法蘭西斯·凡派別存在的時代，在某種程度上和軍事組織有很密切的關連性。貝登堡始終反對這樣的關聯性。
- 《童軍警探》，童軍運動的基礎，並不是從貝登堡之前最受歡迎的小本軍事斥候訓練書籍，《警探術》，重寫而成。貝登堡只有將這些技術轉換成非軍事的角色使用，如偏遠地區人士、探險家、水手和飛行員[26]。《童軍警探》並沒有軍事的內容。
- 部分人士喜歡使用軍事上的階級概念，但是相反地，童軍運動有著反權威的特性[24]。小隊制度中的小隊長是一個領導者，但是原本必須由小隊員選舉產生。關於童軍服務員方面，貝登堡「規定服務員的位置，並不是一位學校的校長，也不是軍隊的將領，但是他是一位比青少年伙伴年長的兄弟，而不能分離或凌駕於這些伙伴之上[26]。」上述並沒有軍事階級的成分。
- 貝登堡支持在童軍運動中學習用來福槍或步槍射擊，而這個課程是來自《童軍警探》中幾頁的介紹。但這個課程沒有軍事上的意圖，而是將來真正成為邊境居民時很有用，當時貝登堡將邊境居民的定義設在殖民地並且以此宣傳[25]。
- 童軍制服曾經是，也仍然是童軍軍隊化最強而有力的支持論證。貝登堡針對童軍制服的存在給予了3個理由：青少年喜歡它、它給予了團體的感覺、它隱藏了各社會階級的不同。而第一個原因，他解釋這給予青少年將之與他們所認知的英雄人物，做直接的連結，因此也在童軍遊戲活動中，成為戲劇性角色的一部份[26]。但事實上，這些英雄並沒有穿著制服。

而這種缺乏真正軍事特徵的型態，並不代表貝登堡為反戰人士。這些和平導向的影響，在當時變得很強烈，創造了他反戰的形象，但是他並不贊同反軍國主義。而且他在軍事生涯當中的訓練，並沒有造成任何傷害。其中一個不使用軍事元素的原因，可能是他對於基督少年軍的一種對抗競爭。貝登堡打算設計一系列對於青少年很有吸引力的遊戲，並且認為軍事並不能充分吸引人。第二個原因則是部分家長反對軍事訓練，而這個原因會限制童軍運動的發展。另外一個可能的原因是：童軍運動方法的中心概念為個人化（相反於團體化）、自我決定（相反於遵從領導者的指示）、日行一善、自我學習（相反於按常規訓練）和基於戲劇和「產生信任」的遊戲。這些概念不存在著軍事的因素。貝登堡使用他發現很有用的一部份概念，包含制服和一些榮譽，但是這都只是外在的特徵，並沒有在軍事上或軍事技術上的意圖。